# 国際障害者年記念ナイスハート基金
公益財団法人国際障害者年記念ナイスハート基金（こくさいしょうがいしゃねんきねんナイスハートききん）は、日本の公益財団法人。元内閣府所管の財団法人で、平成24年4月1日より公益財団法人へ移行した。

## 概要
- 所在：東京都港区海岸1-4-26
- 設立：1982年8月13日
- 理事長：瀨田公和